# Minamishimabara

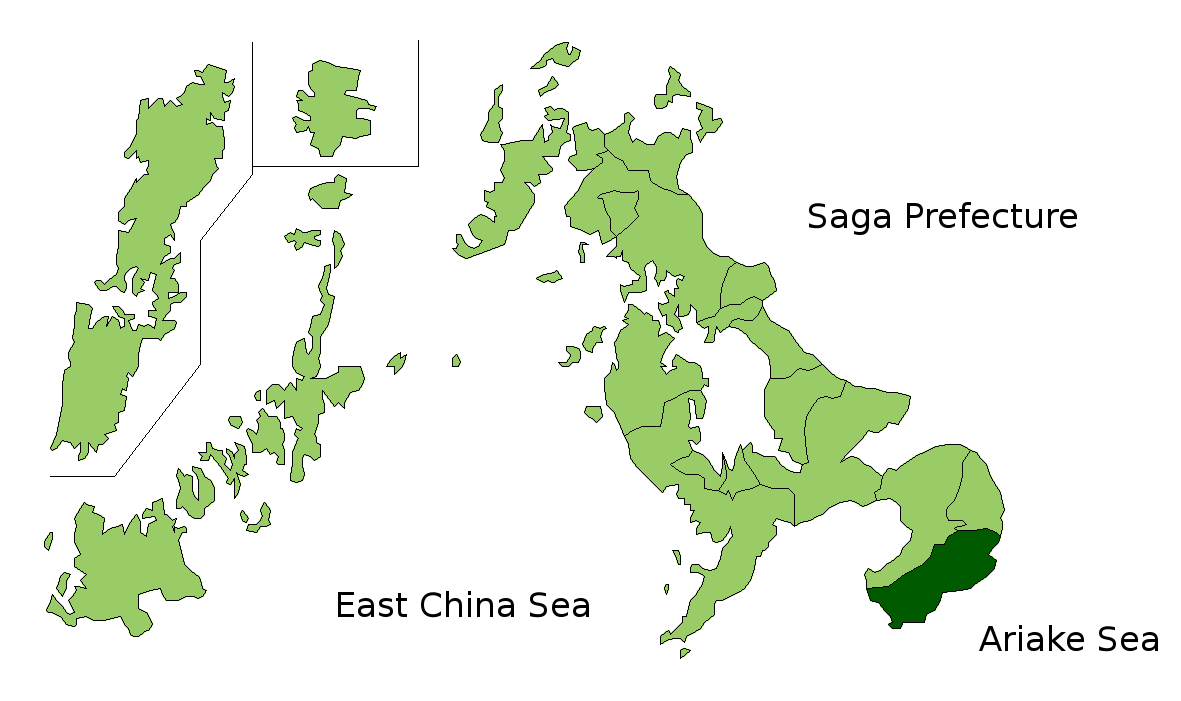

Minamishimabara (南島原市 Minamishimabara-shi?) este un municipiu din Japonia, prefectura Nagasaki.